# Rhynchothorax crenatus
Rhynchothorax crenatus is een zeespin uit de familie Rhynchothoracidae. De soort behoort tot het geslacht Rhynchothorax. Rhynchothorax crenatus werd in 1982 voor het eerst wetenschappelijk beschreven door Child. 